# Pawel Michailowitsch Tretjakow

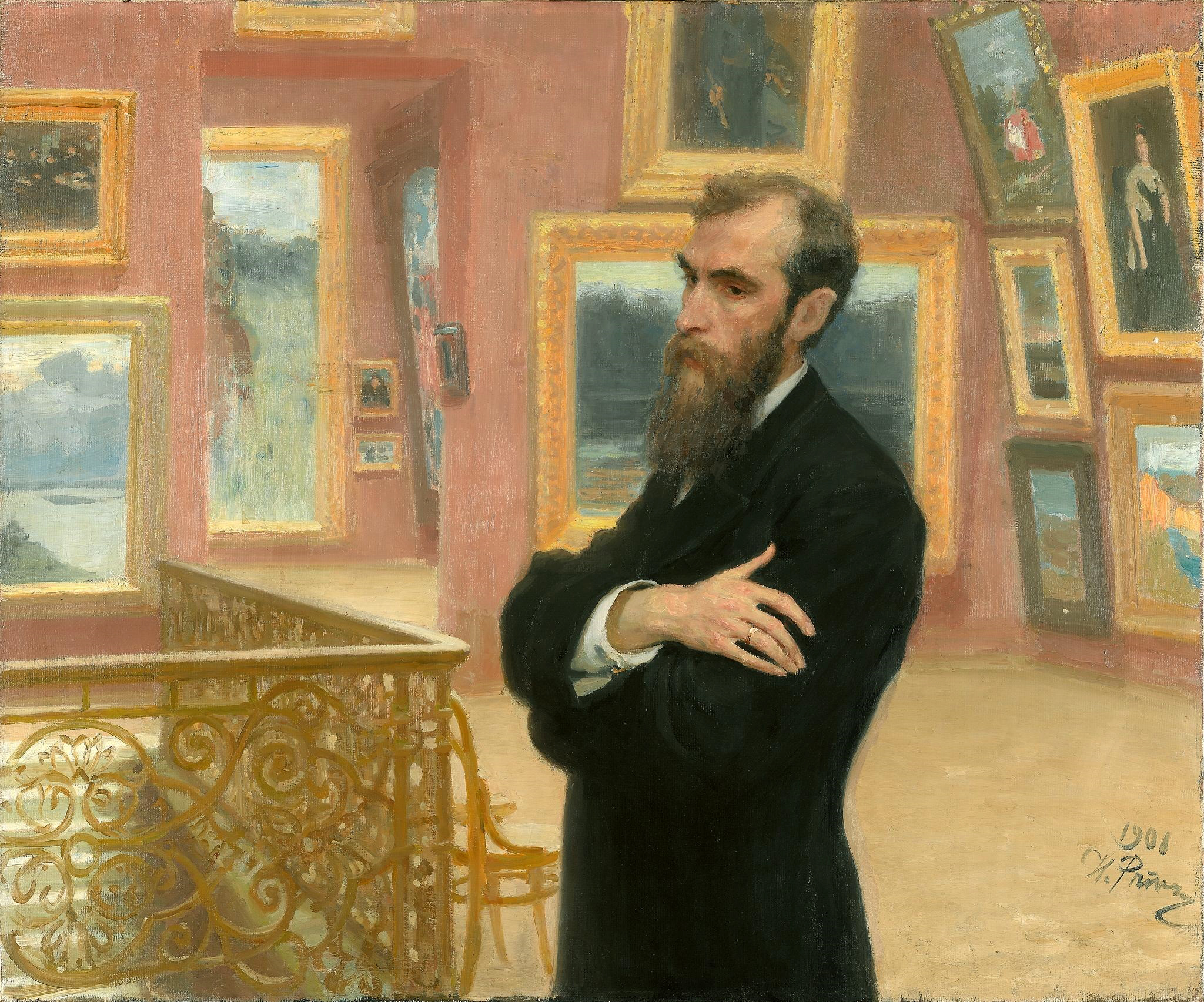
Porträt von Tretjakow (gemalt von Ilja Repin).

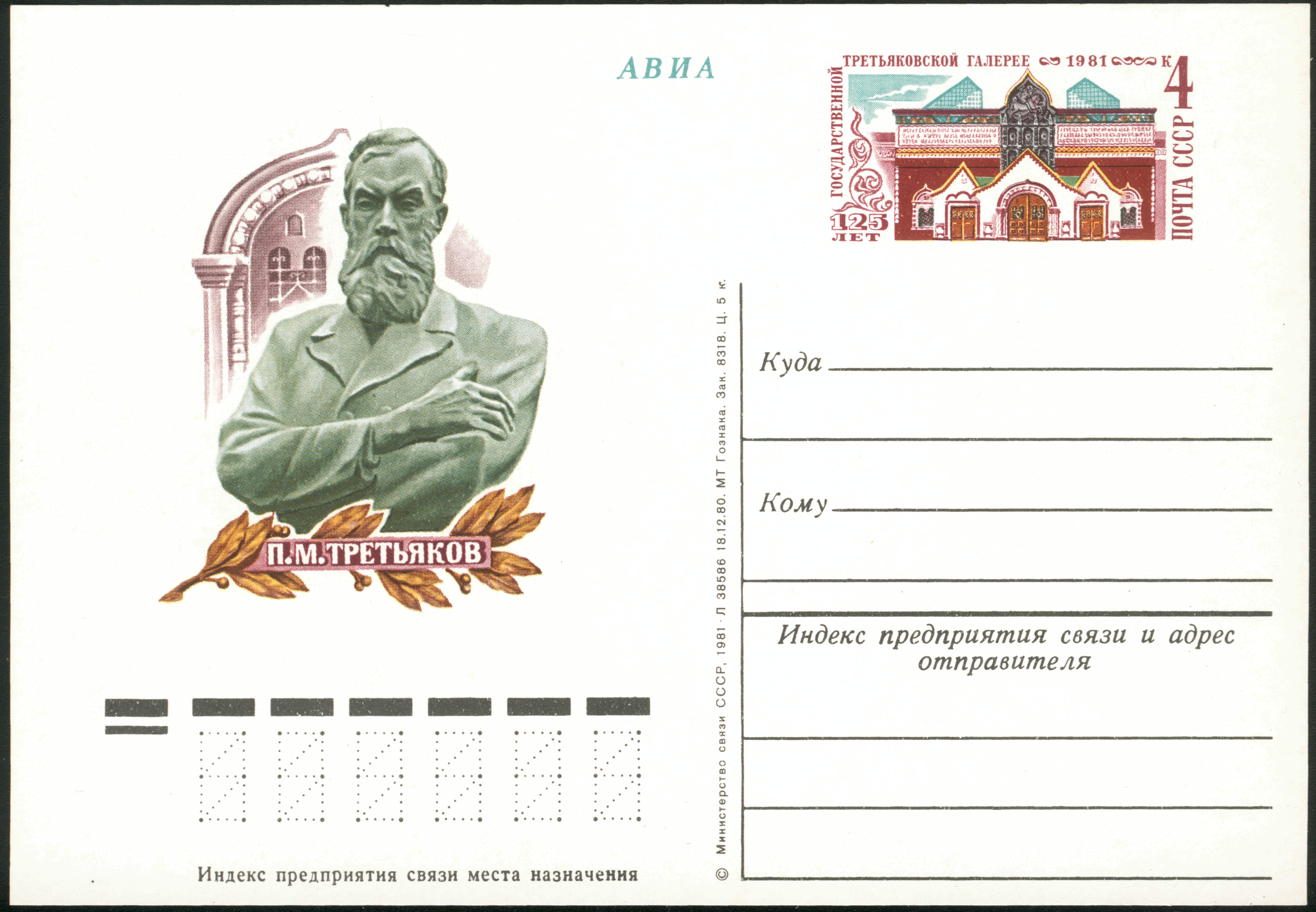
Postkarte (1981)

Pawel Michailowitsch Tretjakow (russisch Павел Михайлович Третьяков, wiss. Transliteration Pavel Michajlovič Tretja'kov; * 15. Dezemberjul. / 27. Dezember 1832greg. in Moskau; † 4. Dezemberjul. / 16. Dezember 1898greg. ebenda) war ein russischer Kaufmann, Kunstmäzen und Kunstsammler. Aus seiner umfangreichen Kunstsammlung entstand die Tretjakow-Galerie, deren Namensgeber er wurde.

## Leben
In den 1850er Jahren erbte er zusammen mit seinem jüngeren Bruder Sergei Michailowitsch Tretjakow das Geschäft seines Vaters. Sie gründeten mit ihrem Schwager Wladimir Dmitrijewitsch Konschin die gemeinsame Firma Geschäft für russische und ausländische Leinen-, Woll- und Papierwaren des Handelshauses Brüder P. und S. Tretjakow und W. Konschin in Moskau und betrieben einen florierenden Handel mit Flachs, Stoffen und dem Verkauf von Textilien. Er wurde Mitbegründer der Moskauer Handelsbank und der Moskauer Industrie- und Handelsgesellschaft. Er erwarb sich ein beträchtliches Vermögen, welches er vorerst vornehmlich in Immobilien anlegte.
Ebenfalls in den 1850er Jahren begann er, Kunstgegenstände zu sammeln. Er begann mit Gemälden der holländischen Alten Meister. Sein selbstgestecktes Ziel war die Gründung einer russischen Nationalgalerie. In seiner Sammlung fanden sich die wertvollsten und herausragendsten Werke, vorrangig zeitgenössischer Künstler. Seit den 1870er Jahren kaufte er hauptsächlich Werke der Künstler der Wandererbewegung Peredwischniki. Er erwarb die Gemälde auf Ausstellungen oder direkt vom Maler wie beispielsweise das Gemälde Froher Augenblick von Antonina Rschewskaja auf der XXV. Peredwischniki-Ausstellung 1897. Zeitweise kaufte er ganze Gemäldeserien. So erwarb er 1874 die Serie Turkestan von Wassili Wassiljewitsch Wereschtschagin, die aus 13 Gemälden, 133 Figuren und Statuen sowie 81 Studien bestand. In seiner Sammlung befanden sich weiterhin etwa 80 Studien von Alexander Andrejewitsch Iwanow. 1885 erwarb Tretjakow 102 Bilder von Polenow, die dieser während seiner Reisen durch die Türkei, Ägypten, Syrien und Palästina angefertigt hatte.
Tretjakow besaß die vollständigen Kollektionen der Maler Perow, Kramskoi, Repin, Surikow sowie Lewitan. Nebenher begann er Gemälde der Alten Meister aus dem 18. und frühen 19. Jahrhundert zu erwerben. In den 1870er Jahren begann er außerdem Illustrationen zu sammeln. Ab 1890 sammelte er auch Ikonen. Marginal ist dagegen seine Sammlung von Skulpturen.
Anfangs war die Galerie in Tretjakows Haus in der Lawruschenski pereulok untergebracht. Das Wachstum der Sammlung machte jedoch bald umfangreiche Umbauten erforderlich. Ab 1881 wurde seine Galerie zunehmend bekannter; schon 1885 verzeichnete man 30.000 Besucher. Nachdem Tretjakow 1892 eine Sammlung westeuropäischer Gemälde von seinem Bruder geerbt hatte, vergrößerte sich die Galerie erneut. Die Galerie war zu dieser Zeit bereits eines der größten Museen Russlands sowie eine der Sehenswürdigkeiten Moskaus.
1892 vermachte Tretjakow die eigene Sammlung sowie die seines gerade gestorbenen Bruders und das Gebäude der Stadt Moskau. Ein Jahr später wurde das Museum unter dem Namen Pawel und Sergej Tretjakow Stadt-Galerie offiziell eröffnet.
Tretjakow engagierte sich neben seiner Kunstsammlung noch aktiv in der Wohlfahrt. Er spendete Geld zur Unterstützung von Bildungsmaßnahmen. Darüber hinaus unterstützte er die Familien der Opfer des Krimkrieges sowie des Russisch-Türkischen Krieges. Er unterstützte Künstler bei der Sicherung ihres Lebensunterhaltes beispielsweise durch Auftragswerke und förderte junge russischer Künstler in Form von Stipendien. Er gründete mit seinem Bruder Sergej die Moskauer Arnoldo-Tretjakow-Schule für Taubstumme.
Pawel Tretjakow verstarb am 16. Dezember 1898 in Moskau.